# Rebeca Ghigliotto
Rebeca Antonieta Ghigliotto Villar (Santiago, 18 de enero de 1954-ibídem, 20 de septiembre de 2003) fue una destacada actriz de televisión chilena, célebre por su participación en diversas producciones dramáticas televisivas como Los títeres (1984), Matrimonio de papel (1985), Ángel malo (1986), La invitación (1987), Semidiós (1988), Ellas por ellas (1991), Amor a domicilio (1995), Adrenalina (1996), y Fuera de control (1999). Dos de sus hijas, Camila y Javiera, siguieron sus pasos en la actuación.

## Biografía
Nació el 18 de enero de 1954 en Santiago de Chile, hija de Bernardo Ghigliotto Morales y Rosa Villar Rosales. Estudió actuación en la Universidad de Chile (1975) y poco después contrajo matrimonio con el director teatral Raúl Osorio, con quien tuvo tres hijas. Empezó actuando en teatro (incluso en obras infantiles), pero sobresalió por su representación de Ofelia en el montaje Hamlet (1979) de la Universidad Católica. Debutó en televisión a los 29, como integrante del elenco de una exitosa producción: Los títeres (1984), donde interpretó el papel de Trini. Rebeca destacó por ser una actriz versátil, capaz de abordar papeles dramáticos y cómicos. Prueba de esto último fue su emblemático personaje «Gaby», compañera de «Vicky» (interpretada por Gloria Münchmeyer) en el estelar misceláneo Mediomundo, que potenció su fama obtenida en distintos roles dramáticos.
La artista también acompañó a su pareja en la Escuela de Teatro de la Universidad Diego Portales, donde impartió clases de actuación.
Otro de los montajes en que participó fue Esperando la carroza, a principios de los 80, donde compartió roles con Gloria Münchmeyer, Esperanza Silva, Gabriela Hernández y Paulina Urrutia.

### Enfermedad
Rebeca luchó contra su enfermedad desde que fue diagnosticada con cáncer a los pulmones e hígado en marzo de 2000, producto del rebrote de un cáncer mamario que la había aquejado seis años antes. También protagonizó una ardua batalla legal contra Clínica Las Condes, presentando una querella por cuasidelito de lesiones graves, debido a supuestas negligencias del equipo médico que la trató en enero del 2000, cuando acudió para operarse de una peritonitis. Ella aseguraba que entonces no le comunicaron la presencia de nódulos cancerosos en sus pulmones. Estos implicaron someterse a extenuantes sesiones de quimioterapia.
Al principio Ghigliotto siguió trabajando. En 2000 grabó la telenovela «Sabor a ti», de Canal 13. Su último trabajo fue «Piel Canela», antes de padecer una recaída que la obligó a abandonar algunos proyectos de obras.
Poco antes de su deceso había experimentado un agravamiento en su salud, por lo que prefirió retirarse a su casa de El Arrayán. Ni siquiera deseaba contestar llamados telefónicos, motivo por el que amigas como Gloria Münchmeyer no consiguieron saber noticias de ella.

### Muerte
El 20 de septiembre de 2003, tras una larga y dura batalla contra el cáncer y faltando 15 minutos para el mediodía, falleció a los 49 años en su casa de El Arrayán, donde había permanecido recluida los últimos meses de su vida, en compañía de sus tres hijas.
Su funeral tuvo lugar en la parroquia San Juan Apóstol, de Vitacura. Hasta allí acudieron famosos miembros de la escena dramática nacional como Schlomit Baytelman, Javiera Contador, Malucha Pinto, Jaime Vadell, Tomás Vidiella y su familia. Sus restos descansan en el Cementerio Parque del Recuerdo.
Ese año marcó una gran pérdida para el mundo teatral chileno, pues también reclamó las vidas de Sonia Viveros y Silvia Piñeiro.

## Filmografía

### Cine
- 1990 - ¡Viva el novio!, de Gerardo Cáceres. Personaje: Vicky Sutil.

### Teatro
- ¿Dónde estará la Jeanette? (1985)
- Esperando la carroza (1987)
- Brujas (1992)
- Casa Vacía (1998)

### Teleseries
| Año  | Título                  | Papel                            | Ref.     |
| ---- | ----------------------- | -------------------------------- | -------- |
| 1982 | Alguien por quien vivir | Daniela                          | Canal 13 |
| 1984 | Los títeres             | Trinidad                         | Canal 13 |
| 1985 | Matrimonio de papel     | Verónica Montes                  | Canal 13 |
| 1986 | Ángel malo              | Paula Bravo                      | Canal 13 |
| 1987 | La invitación           | Ester Del Solar                  | Canal 13 |
| 1988 | Semidiós                | Estela Rivas                     | Canal 13 |
| 1991 | Ellas por ellas         | Elena Del Real                   | Canal 13 |
| 1993 | Doble juego             | Bernardita Corral                | Canal 13 |
| 1995 | Amor a domicilio        | María Olga ''Mariola'' Astudillo | Canal 13 |
| 1996 | Adrenalina              | Ximena Puga                      | Canal 13 |
| 1997 | Eclipse de luna         | Hortensia Illić                  | Canal 13 |
| 1998 | Amándote                | Carla Archer                     | Canal 13 |
| 1999 | Fuera de control        | Dolores ''Dolly'' Domínguez      | Canal 13 |
| 2000 | Sabor a ti              | Josefina ''Chepa'' Montero       | Canal 13 |
| 2001 | Piel canela             | Sara Narváez                     | Canal 13 |

### Series y unitarios
- Tuti Cuanti (Canal 13, 1995-1997) - Varios Personajes
- Amor a domicilio, la comedia (Canal 13, 1996) - Mariola de Toledo
- Los Cárcamo (Canal 13, 1999) - Magdalena Irarrázabal

### Apariciones en programas de televisión
- Ya somos amigos (Canal 7,1978) - Personajes infantiles en las respuestas de Preguntón.
- Mediomundo (Canal 13,1985-1988) - Gaby
- Sábado gigante (Canal 13,1989) - Marcelita en la sección "Departamento de solteros".
- Venga conmigo (Canal 13,1993-1999) - Gaby